# الجمعية الكندية للصم
الجمعية الكندية للصم (CAD) (بالفرنسية: Association des sourds du Canada, ASC) هي منظمة كندية غير حكومية تعمل على تعزيز مصالح ورفاهية مجتمع الصم في كندا. وهي تمثل مستخدمي لغة الإشارة الأمريكية ولغة الإشارة في كيبيك. تأسست في 1940 نتيجة جهد مشترك بين جمعيات الصم في غرب كندا وأونتاريو وشرق كندا، بدعم من جمعية الصم في مونتريال.

## تاريخها
تأسست الجمعية الكندية للصم في 1940 بهدف إنشاء وإدارة صندوق يمكنه توفير المنح الدراسية للأشخاص الصم في كندا الذين لا يعيشون في المناطق التي توفر هذه المنح لهم حالياً.
نجحت الجمعية الكندية للصم في 1970، في الفوز بتمويل من وزارة الاتصالات الكندية لبدء برنامج الأفلام المترجمة والاتصالات في كندا. واستضافت مؤتمراً حول الترجمة النصية في واشنطن في 1975، ومؤتمرين آخرين في كندا في 1978. أدت الشراكة مع وزارة الاتصالات والمجلس الوطني للسينما في 1981 إلى إنشاء وكالة تطوير الترجمة الكندية (CCDA)، والتي كانت لفترة من الوقت الوكالة الوحيدة من هذا النوع في كندا.
نظمت الجمعية مسيرة يوم التعليم الوطني للصم في عدة مواقع في جميع أنحاء البلاد في 12 مايو 1989، مستوحاة جزئياً من احتجاجات «نريد رئيساً أصم الآن» في العام السابق، لجمع الدعم لمعلمي الصم وتعليم لغة الإشارة في مدارس الصم.
استضافت الجمعية الكندية للصم المؤتمر العالمي الرابع عشر للاتحاد العالمي للصم في مونتريال في 2003، والذي تأسست خلاله الرابطة العالمية لمترجمي لغة الإشارة.